# Дон Волш
Дон Волш (англ. Don Walsh; 2 листопада 1931 — 12 листопада 2023) — американський океанолог.

## Життєпис

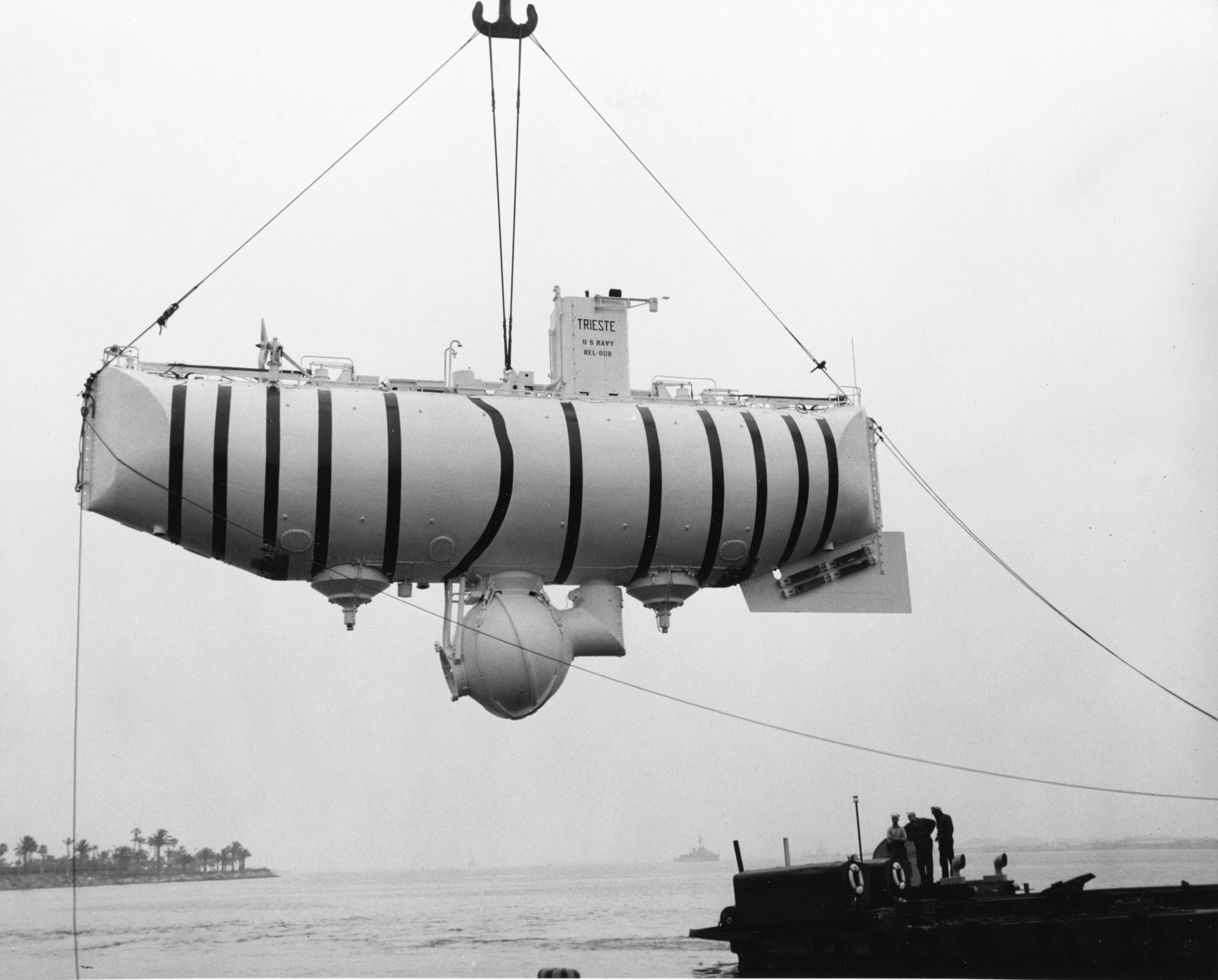
Батискаф «Трієст»

23 січня 1960 року в чині лейтенанта ВМФ США разом з Жаком Пікаром на борту батискафа «Трієст» здійснив рекордне занурення в Маріанську западину в Тихому океані в 200 мілях від острова Гуам, в найглибшій точці світового океану. Глибина занурення була виміряна як 10916 м (більш точні вимірювання показали 10911 м). При цьому вони досягли «найнижчої» точки Світового океану, так званої «Безодні Челленджера».
Спуск «Трієста» тривав 4 години 48 хвилин, підйом — 3 години 15 хвилин. На дні сміливці пробули близько 20 хвилин, з'ївши там по шоколадці, щоб підкріпитися.
14 квітня 2011 року, через пів століття після рекордного занурення 78-річний Дон Волш був нагороджений медаллю Хаббарда Національного географічного товариства США, найвищою відзнакою дослідників океану.
В березні 2012 року Дон Волш приєднався до команди американського режисера Джеймса Кемерона, коли Кемерон здійснив одиночне занурення в Маріанську западину.